# Pseudomogrus univittatus
Espèce
Synonymes
- Attus univittatus Simon, 1871

Pseudomogrus univittatus est une espèce d'araignées aranéomorphes de la famille des Salticidae.

## Distribution
Cette espèce se rencontre en France sur les côtes atlantiques et méditerranéennes et en Turquie vers Sakyatan.
Sa présence est incertaine au Turkménistan.

## Habitat
Cette espèce est psammophile.

## Description
La femelle mesure 5,5 mm. Pseudomogrus univittatus est une saltique de couleur beige et marron. Les motifs sont variables mais une bande foncée est présente sur l'abdomen. Les mâles ont souvent un céphalothorax plus sombre que les femelles. La carapace du mâle décrit par Logunov et Marusik en 2003  mesure 2,15 mm de long sur 1,90 mm et l'abdomen 2,20 mm de long sur 1,75 mm et la carapace de la femelle 2,80 mm de long sur 2,23 mm et l'abdomen 2,88 mm de long sur 2,19 mm
Cette espèce est proche de la saltique des plages (Pseudomogrus salsicola).  

## Systématique et taxinomie
Cette espèce a été décrite sous le protonyme Attus univittatus par Simon en 1871. Elle est placée dans le genre Yllenus par Simon en 1876, dans le genre Attulus par Simon en 1901, dans le genre Pseudomogrus par Simon en 1937, dans le genre Yllenus par Prószyński en 1968, dans le genre Logunyllus par Prószyński en 2016 puis dans le genre Pseudomogrus par Marusik et Blick en 2019.

## Publication originale
- Simon, 1871 : « Révision des Attidae européens. Supplément à la monographie des Attides (Attidae Sund.). » Annales de la Société Entomologique de France, sér. 5, vol. 1, p. 125-230 & 329-360 (texte intégral).